# Na blizkom rasstojanii
Na blizkom rasstojanii (russisk: На близком расстоянии) er en russisk-litauisk spillefilm fra 2021 af Grigorij Dobrygin.

## Medvirkende
- Ksenija Rappoport som Inga Griner
- Nurbol Uulu Kajratbek
- Pjotr Rykov
- Viktorija Mirosjnitjenko
- Ajtunuk Zulpukarova